# Moira Jane’s Café
A Moira Jane's Café című dal az angol Definition of Sound együttes 4. és egyben  utolsó kimásolt kislemeze a Love And Life: A Journey With The Chameleons című stúdióalbumról. A dal az amerikai Billboard dance listán az 1. helyezést érte el 1992-ben. Máig ez az egyetlen daluk az amerikai slágerlistán, mely ezt a helyezést elérte.

## Megjelenések
12"  Egyesült Királyság Circa – 614 921
- A1	Moira Jane's Cafe (E-Smoove's Groovy Mix) 6:30
- A2	Moira Jane's Cafe (E-Smoove's Groovy Dub) 5:20
- A3	Moira Jane's Cafe (E-Smoove's Groovy Edit) 4:33
- B1	Moira Jane's Cafe (Maurice's House Mix) 6:25
- B2	Moira Jane's Cafe (Maurice's Aw Shucks Dub) 7:15
- B3	Moira Jane's Cafe	4:45

## Slágerlisták
| Slágerlista (1992)                             | Helyezések |
| ---------------------------------------------- | ---------- |
| Egyesült Királyság (Official Charts Company)   | 34         |
| Hollandia (Megacharts)                         | 50         |
| Amerikai Egyesült Államok (Billboard) US Dance | 1          |